# Herrarnas lättvikts-dubbelsculler i rodd vid olympiska sommarspelen 2000
Herrarnas lättvikts-dubbelsculler i rodd vid olympiska sommarspelen 2000 avgjordes mellan den 18 och 24 september 2000.

## Medaljörer
| Gren                    | Guld                                   | Silver                                  | Brons                                    |
| Lättvikts-dubbelsculler | Tomasz Kucharski och Robert Sycz (POL) | Elia Luini och Leonardo Pettinari (ITA) | Pascal Touron och Thibaud Chapelle (FRA) |

## Resultat

### Heat

#### Heat 1
| Placering | Roddare                              | Land      | Tid     | Noteringar |
| --------- | ------------------------------------ | --------- | ------- | ---------- |
| 1         | Tomasz Kucharski Robert Sycz         | Polen     | 6:34,28 | Q          |
| 2         | Markus Gier Michael Gier             | Schweiz   | 6:37,88 | R          |
| 3         | Ulf Lienhard Sebastian Rodrigo Massa | Argentina | 6:40,16 | R          |
| 4         | Steve Tucker Conal Groom             | USA       | 6:42,08 | R          |
| 5         | Josef Källström Anders Båtemyr       | Sverige   | 6:42,67 | R          |

#### Heat 2
| Placering | Roddare                               | Land       | Tid     | Noteringar |
| --------- | ------------------------------------- | ---------- | ------- | ---------- |
| 1         | Haimish Karrasch Bruce Hick           | Australien | 6:33,48 | Q          |
| 2         | Ingo Euler Bernhard Rühling           | Tyskland   | 6:40,53 | R          |
| 3         | Raul Leon Osmani Martin               | Kuba       | 6:42,24 | R          |
| 4         | Serguei Dmitriaittjev Dmitri Ovettjko | Ryssland   | 6:46,34 | R          |
| 5         | Zahid Ali Pirzada Hazrat Islam        | Pakistan   | 7:13,62 | R          |

#### Heat 3
| Placering | Roddare                                 | Land           | Tid     | Noteringar |
| --------- | --------------------------------------- | -------------- | ------- | ---------- |
| 1         | Pascal Touron, Thibaud Chapelle         | Frankrike      | 6:32,73 | Q          |
| 2         | Juan Zunzunegui Ruben Alvarez           | Spanien        | 6:34,89 | R          |
| 3         | Maarten van der Linden Pepijn Aardewijn | Nederländerna  | 6:38,62 | R          |
| 4         | Tom Kay Tom Middleton                   | Storbritannien | 6:41,74 | R          |
| 5         | Sing Yan Lo Kam Chi Lui                 | Hongkong       | 7:09,75 | R          |

#### Heat 4
| Placering | Roddare                                     | Land     | Tid     | Noteringar |
| --------- | ------------------------------------------- | -------- | ------- | ---------- |
| 1         | Elia Luini, Leonardo Pettinari              | Italien  | 6:24,73 | Q          |
| 2         | Hitoshi Hase Daisaku Takeda                 | Japan    | 6:27,00 | R          |
| 3         | Vasileios Polymeros Panagiotis Miliotis     | Grekland | 6:29,68 | R          |
| 4         | Romu Bouzas Rodriguez Gerard Gomez Counahan | Mexiko   | 6:31,24 | R          |

### Återkval

#### Återkval 1
| Placering | Roddare                                 | Land          | Tid     | Noteringar |
| --------- | --------------------------------------- | ------------- | ------- | ---------- |
| 1         | Hitoshi Hase Daisaku Takeda             | Japan         | 6:33,81 | A/B        |
| 2         | Maarten van der Linden Pepijn Aardewijn | Nederländerna | 6:36,99 | A/B        |
| 3         | Josef Källström Anders Båtemyr          | Sverige       | 6:38,77 | C          |
| 4         | Serguei Dmitriaittjev Dmitri Ovettjko   | Ryssland      | 6:44,53 | WD         |

#### Återkval 2
| Placering | Roddare                       | Land    | Tid     | Noteringar |
| --------- | ----------------------------- | ------- | ------- | ---------- |
| 1         | Juan Zunzunegui Ruben Alvarez | Spanien | 6:39,20 | A/B        |
| 2         | Steve Tucker Conal Groom      | USA     | 6:39,72 | A/B        |
| 3         | Raul Leon Osmani Martin       | Kuba    | 6:44,08 | WD         |

#### Återkval 3
| Placering | Roddare                                     | Land      | Tid     | Noteringar |
| --------- | ------------------------------------------- | --------- | ------- | ---------- |
| 1         | Ingo Euler Bernhard Rühling                 | Tyskland  | 6:36,26 | A/B        |
| 2         | Romu Bouzas Rodriguez Gerard Gomez Counahan | Mexiko    | 6:38,07 | A/B        |
| 3         | Ulf Lienhard Sebastian Rodrigo Massa        | Argentina | 6:41,10 | C          |
| 4         | Sing Yan Lo Kam Chi Lui                     | Hongkong  | 7:05,05 | C          |

#### Återkval 4
| Placering | Roddare                                 | Land           | Tid     | Noteringar |
| --------- | --------------------------------------- | -------------- | ------- | ---------- |
| 1         | Markus Gier Michael Gier                | Schweiz        | 6:35,39 | A/B        |
| 2         | Vasileios Polymeros Panagiotis Miliotis | Grekland       | 6:38,78 | A/B        |
| 3         | Tom Kay Tom Middleton                   | Storbritannien | 6:43,25 | C          |
| 4         | Zahid Ali Pirzada Hazrat Islam          | Pakistan       | 7:13,98 | C          |

### Semifinaler

#### Semifinal 1
| Placering | Roddare                                 | Land          | Tid     | Noteringar |
| --------- | --------------------------------------- | ------------- | ------- | ---------- |
| 1         | Tomasz Kucharski Robert Sycz            | Polen         | 6:20,60 | A          |
| 2         | Markus Gier Michael Gier                | Schweiz       | 6:23,08 | A          |
| 3         | Ingo Euler Bernhard Rühling             | Tyskland      | 6:24,55 | A          |
| 4         | Haimish Karrasch Bruce Hick             | Australien    | 6:25,20 | B          |
| 5         | Steve Tucker Conal Groom                | USA           | 6:32,86 | B          |
| 6         | Maarten van der Linden Pepijn Aardewijn | Nederländerna | 6:43,80 | B          |

#### Semifinal 2
| Placering | Roddare                                     | Land      | Tid     | Noteringar |
| --------- | ------------------------------------------- | --------- | ------- | ---------- |
| 1         | Pascal Touron, Thibaud Chapelle             | Frankrike | 6:21,32 | A          |
| 2         | Elia Luini, Leonardo Pettinari              | Italien   | 6:21,59 | A          |
| 3         | Hitoshi Hase Daisaku Takeda                 | Japan     | 6:23,37 | A          |
| 4         | Vasileios Polymeros Panagiotis Miliotis     | Grekland  | 6:25,38 | B          |
| 5         | Romu Bouzas Rodriguez Gerard Gomez Counahan | Mexiko    | 6:33,62 | B          |
| 6         | Juan Zunzunegui Ruben Alvarez               | Spanien   | 6:39,49 | B          |

### Finaler

#### Final C
| Placering | Roddare                              | Land           | Tid     | Noteringar |
| --------- | ------------------------------------ | -------------- | ------- | ---------- |
| 1         | Ulf Lienhard Sebastian Rodrigo Massa | Argentina      | 6:29,19 |            |
| 2         | Tom Kay Tom Middleton                | Storbritannien | 6:32,67 |            |
| 3         | Josef Källström Anders Båtemyr       | Sverige        | 6:34,11 |            |
| 4         | Sing Yan Lo Kam Chi Lui              | Hongkong       | 6:49,19 |            |
| 5         | Zahid Ali Pirzada Hazrat Islam       | Pakistan       | 6:52,12 |            |

#### Final B
| Placering | Roddare                                     | Land          | Tid     | Noteringar |
| --------- | ------------------------------------------- | ------------- | ------- | ---------- |
| 1         | Haimish Karrasch Bruce Hick                 | Australien    | 6:26,21 |            |
| 2         | Vasileios Polymeros Panagiotis Miliotis     | Grekland      | 6:27,79 |            |
| 3         | Juan Zunzunegui Ruben Alvarez               | Spanien       | 6:31,49 |            |
| 4         | Romu Bouzas Rodriguez Gerard Gomez Counahan | Mexiko        | 6:31,70 |            |
| 5         | Steve Tucker Conal Groom                    | USA           | 6:32,41 |            |
| 6         | Maarten van der Linden Pepijn Aardewijn     | Nederländerna | 6:43,80 |            |

#### Final A
| Placering | Roddare                         | Land      | Tid     | Noteringar |
| --------- | ------------------------------- | --------- | ------- | ---------- |
| 1         | Tomasz Kucharski Robert Sycz    | Polen     | 6:21,75 |            |
| 2         | Elia Luini, Leonardo Pettinari  | Italien   | 6:23,47 |            |
| 3         | Pascal Touron, Thibaud Chapelle | Frankrike | 6:24,85 |            |
| 4         | Ingo Euler Bernhard Rühling     | Tyskland  | 6:26,54 |            |
| 5         | Markus Gier Michael Gier        | Schweiz   | 6:28,52 |            |
| 6         | Hitoshi Hase Daisaku Takeda     | Japan     | 6:29,74 |            |